# 横浜市立中学校長買春事件
横浜市立中学校長買春事件（よこはましりつちゅうがっこうこうちょうばいしゅんじけん）は、2015年に発覚した神奈川県横浜市立中学校元教諭による買春に係る事件。犯人の校長はフィリピンで延べ12,660人の女性を買春し、逮捕により撮影した写真147,600枚が押収された。2015年12月に懲役2年、執行猶予4年の判決が確定。

## 概要

### 事件の発覚
2015年4月8日に、神奈川県警察少年捜査課と大船警察署は元横浜市立中学校校長を児童買春、児童ポルノに係る行為等の規制及び処罰並びに児童の保護等に関する法律違反容疑で逮捕した。逮捕容疑は、2014年1月にフィリピンマニラ市内のホテルで10代前半の少女と淫らな行為をしている姿をカメラで撮影して写真を保存していたこと。
2013年9月にフィリピン警察から警視庁に、13-14歳と判断される少女と淫らな行為をしているという情報提供があったものの、少女を特定できなかったため摘発は見送っていた。

### 事件発覚まで
この元教諭は1988年にマニラ市内の日本人学校に派遣され、この時から買春を行っていた。現地の風俗店で数百円を上乗せすれば性行為をできると知ると「安いな。たくさんの女性とできるな」と思った。帰国後は年に3回の休暇を利用して計65回現地に渡り、1日に10人の女性を買春していたと計算された。
買春した女性からの許可を得て写真を撮って保存すると言う行為も行われていた。フィリピンでは10-70代の計12660人の女性を買春してこれらの人物の写真が保存され、その総数はアルバム計400冊に147,600枚であった。そしてそのうちの1割は18歳未満であった。
宿泊していたホテルに1回で何人もの女性を持ち帰るという行為を1日に3-5回行っていた。売春婦への支払額は一律約2600円であり、合計約3300万円を買春に費やした。1回で持ち帰った人数は最大で14人で、1日に50人の女性に挿入したこともあった。
なお、彼は女の子の学費を援助した事もあり、被害者の女性は皆彼に対して好印象を抱いていたという。

### 事件発覚後
元教諭は家宅捜索後、失意の日々で自殺することを考え、自殺の名所として知られる青木ヶ原樹海へバイクで向かったが死にきれなかったという。
2015年12月17日にこの事件の初公判が開かれた。冒頭陳述で検察に起訴内容を指摘されるとこれを認め、弁護士にまた買春するかと問われると、絶対にしないと答え反省の意を示した。検察には懲役2年を求刑される。
判決公判は12月25日に開かれ、裁判官は懲役2年、執行猶予4年を言い渡した。裁判官は判決理由で、これはフィリピンの児童の経済的苦境に乗じた犯行であり、少女の健全な成長に悪影響を及ぼすことが懸念されるとした。その上でこのことにより日本人への信頼を損ねることになったと述べた。
2016年3月31日、横浜市教育委員会はこの元校長に退職金の約3000万円を全額返納する命令処分を出す。この処分は県職員の退職手当に関する条例に基づく措置であり、在職中に懲戒免職相当の事案を起こしていたならば市の教育委員会は退職金の返納を命じることができるというものであった。横浜市教育委員会が返納命令を出すのは初であった。